# Престол (трон)
Престол, трон — крісло, призначене для сидіння правителя-самодержця, коли він з'являється перед людьми і вершить свою владу — видає закони, чинить суд, приймає послів або бере участь у суспільних дійствах і обрядах.

## Назва
Слово престол походить від староцерк.-слов. прѣстолъ, утвореного за допомогою приставки староцерк.-слов. прѣ- («пере-», «пре-») від дієслова староцерк.-слов. стьлати («слати», «стелити»): пор. д.-рус. столъ («стіл», «лава», «стілець»). Первісним значенням, очевидно було «стілець, вищий за інші», «найвища лава».
Стіл (д.-рус. столъ) — давньоруська назва князівського престолу. Від нього походять слова «стольний град», «столиця» — «місто, де знаходиться стіл правителя».
Трон (від грец. θρόνος — підпора, опора; сидіння, престол):
- багато оздоблене крісло на спеціальному підвищенні
- місце монарха під час урочистих церемоній у палаці; престол
- (переносне значення) влада монарха, монархічне правління.

## Галерея

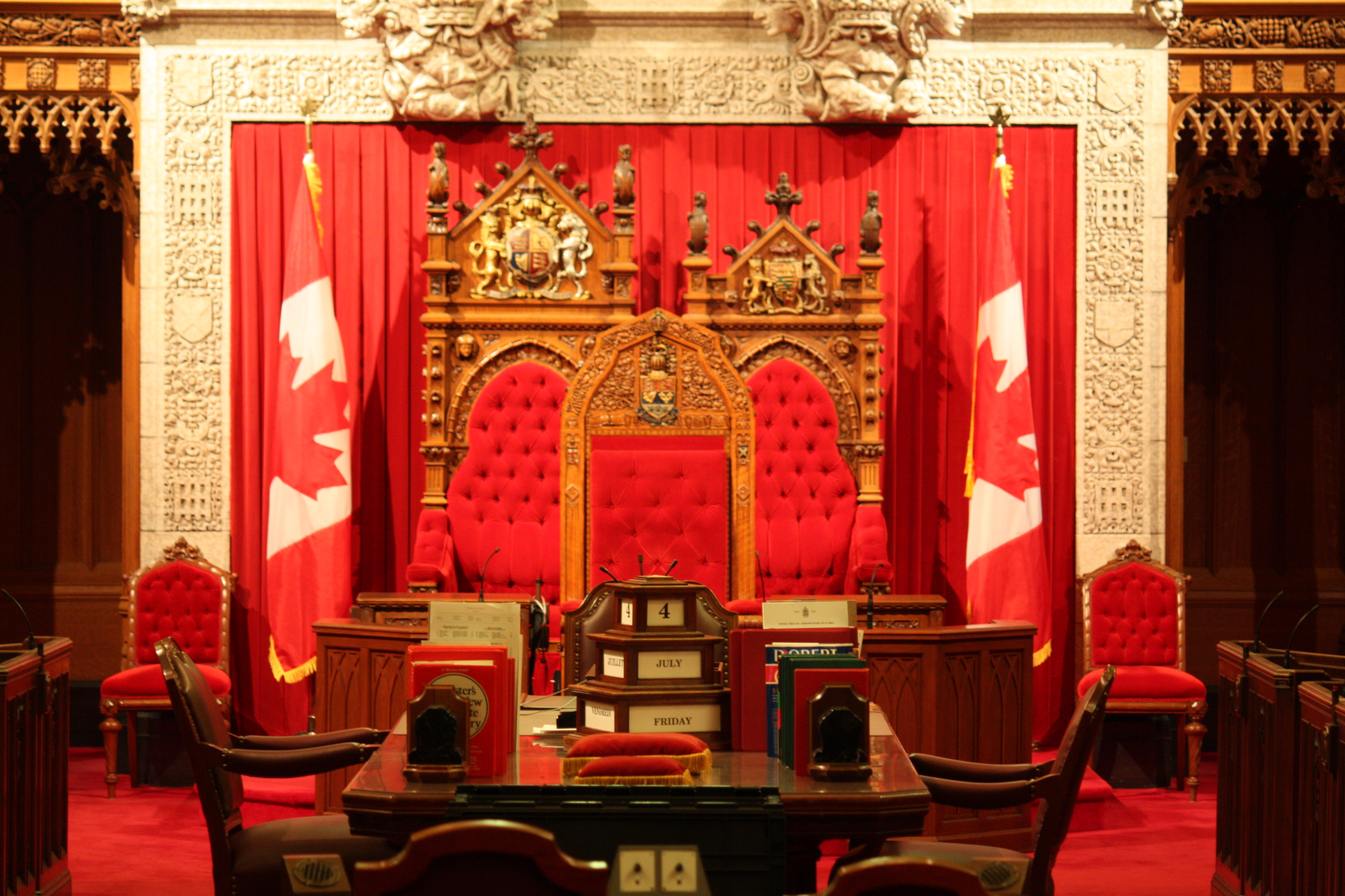
Престол Канадської монархії. Їх також може займати генерал-губернатор країни, а також спікер Сенату
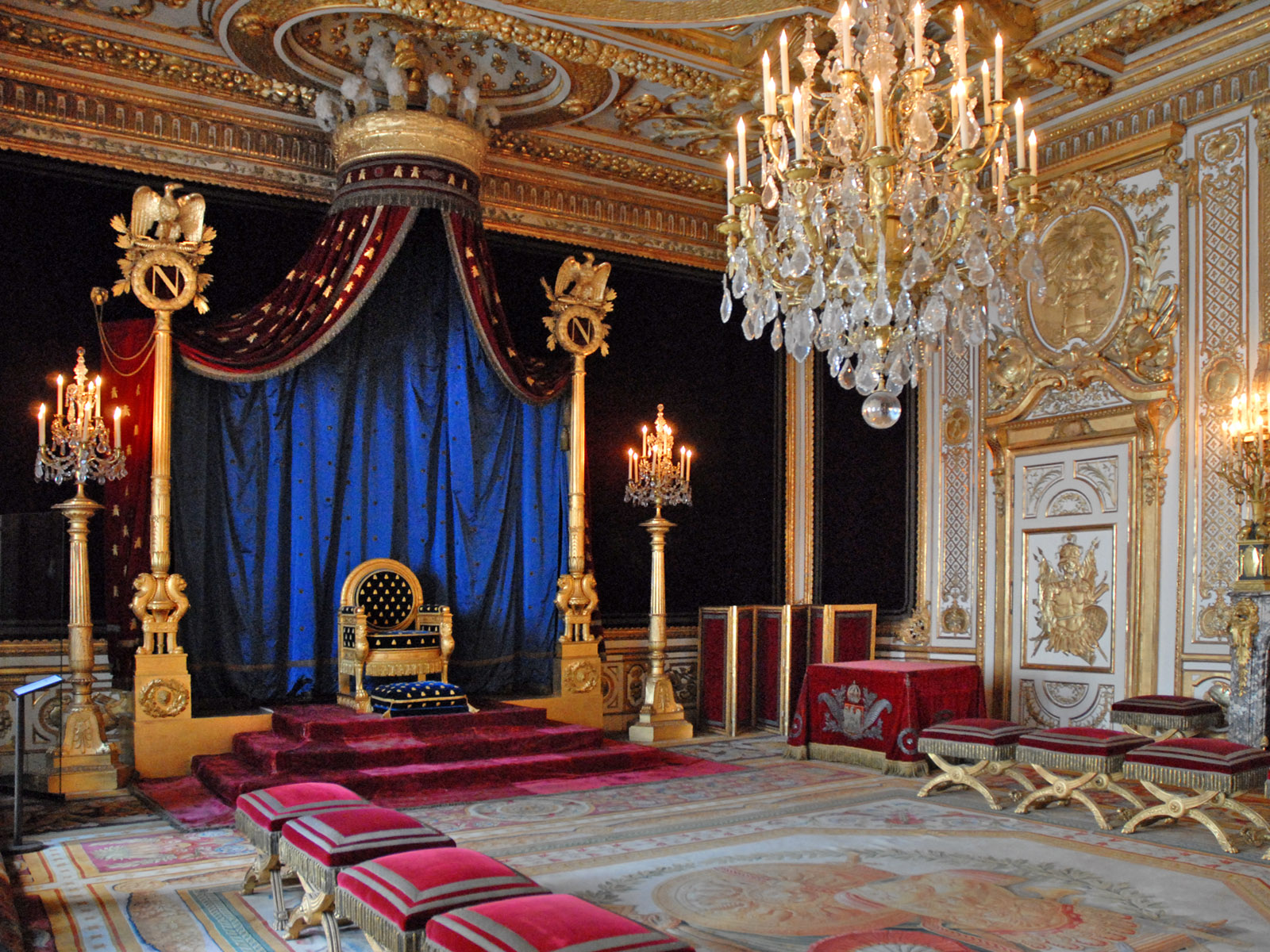
Вид на тронний зал в Фонтенбло. Ця фотографія показує трон з його трьох складових елементів
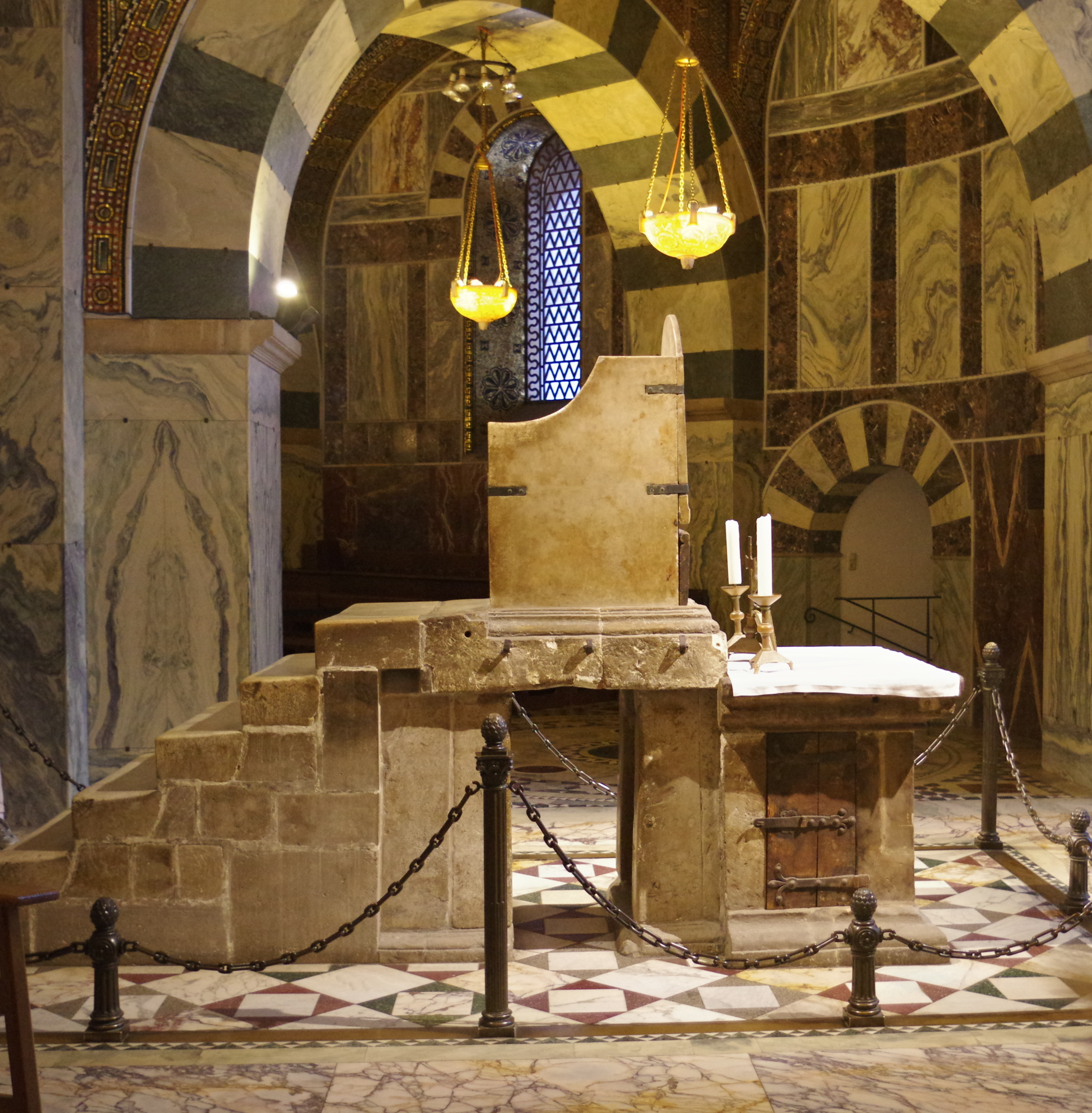
Трон німецьких королів в соборі Аахен
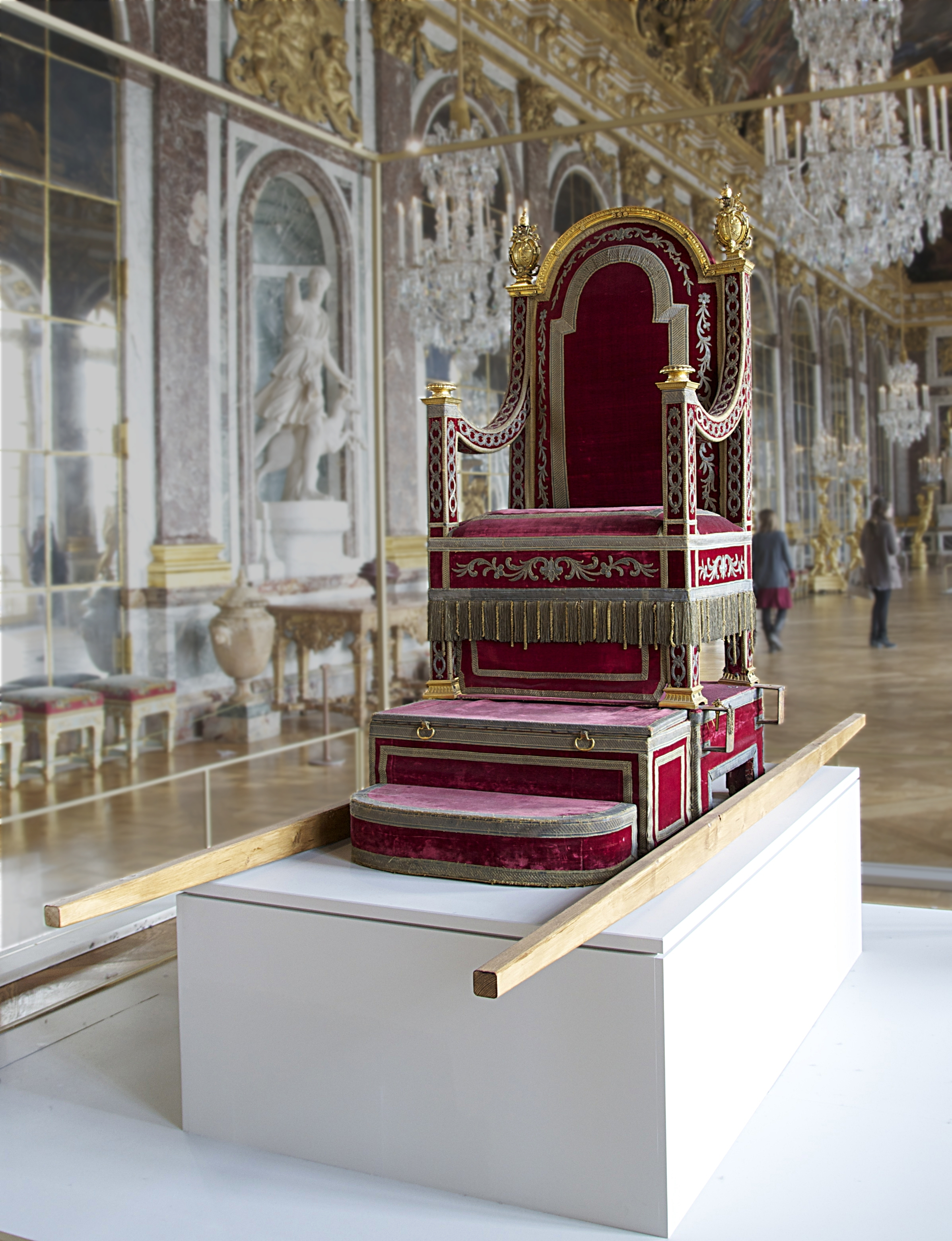
Трон папи Пія VII
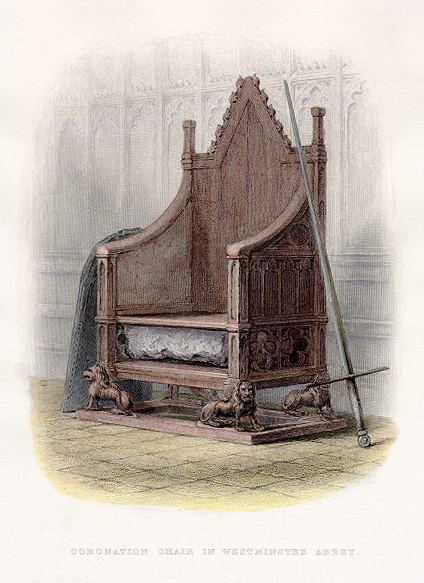
Трон короля Едуарда